# Hans Estner
Hans Estner (n. 7 aprilie 1951, Tegernsee, Bavaria, Germania) este un biatlonist ce a reprezentat Germania, medaliat olimpic. A participat la o ediție a Jocurilor Olimpice (1980) în care a câștigat o medalie de bronz.

## Participări
Lista de mai jos prezintă principalele competiții la care a participat Hans Estner de-a lungul carierei.
- biathlon at the 1980 Winter Olympics – relay[*]